# Octant (instrument)

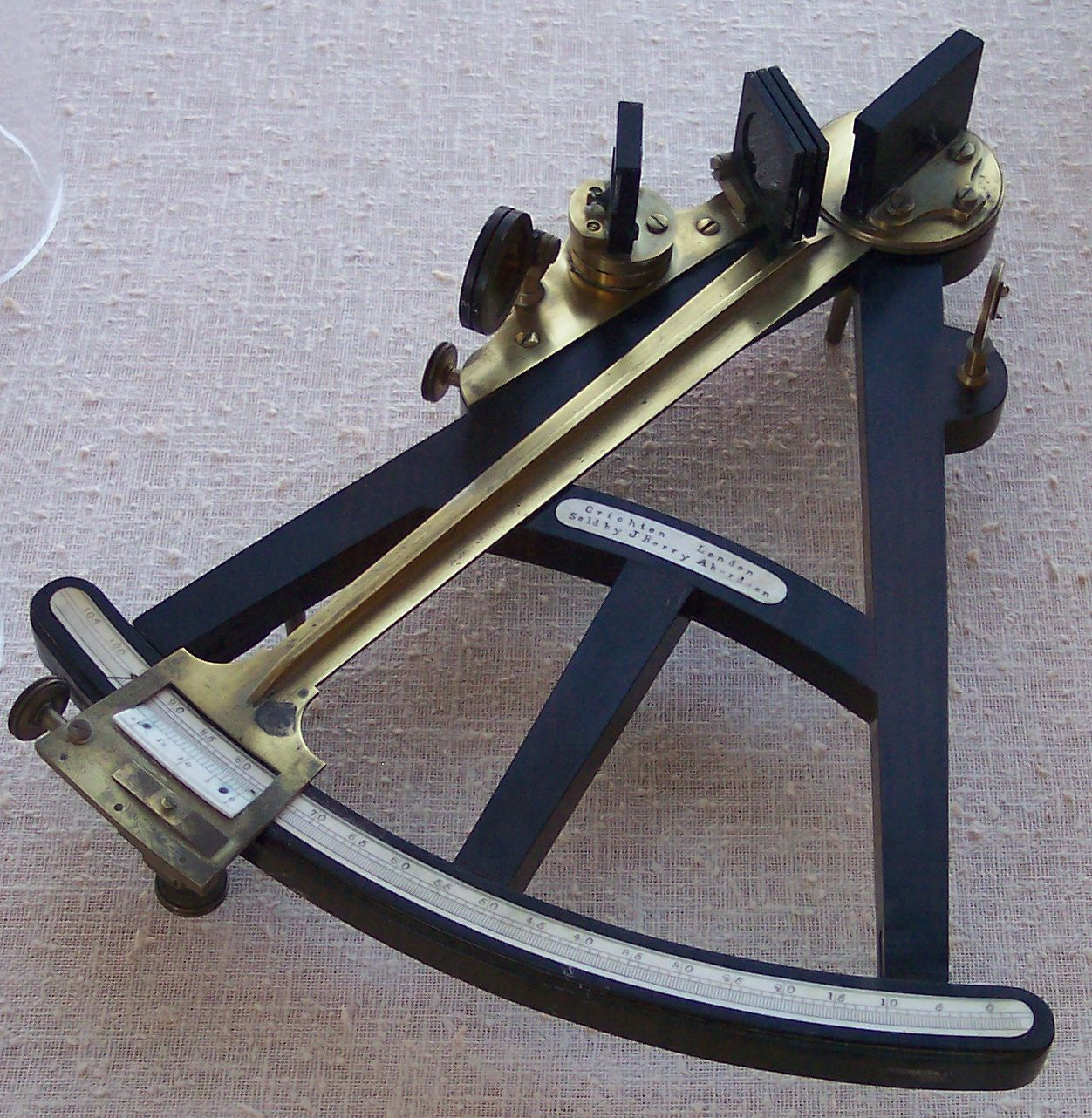
Octant

Pour les articles homonymes, voir Octant.
L'octant est un ancien instrument de navigation, utilisé en mer pour faire le point. Successeur du quartier de Davis et prédécesseur du sextant, c'est un instrument à réflexion (en) qui permet de mesurer une hauteur d'astre au-dessus de l'horizon. Son nom vient du latin octans qui signifie « huitième partie d'un tout ; arc de 45° ». Son ouverture angulaire est effectivement de 45°, mais il permet, par sa géométrie, de mesurer une hauteur jusqu'à 90°.

## Histoire

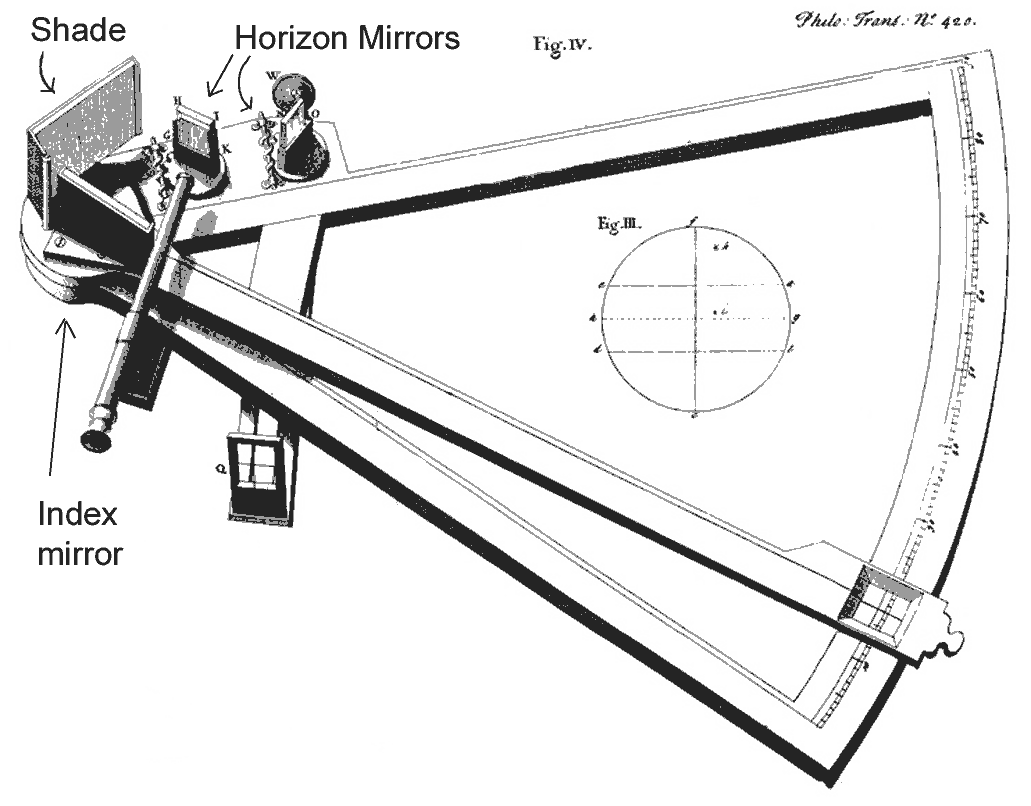
L'instrument de Hadley.

Au cours du XVIIe siècle les instruments de navigation qui se sont imposés sont
le quartier de Davis, instrument à observation de dos qui permet de mesurer la hauteur angulaire du soleil grâce à l'ombre portée, et le bâton de Jacob, instrument plus universel qui peut aussi être utilisé de nuit pour observer la hauteur de l'étoile polaire ou plus généralement des distances angulaires entre objets astronomiques.
Avec l'avancement technologique, les objets réfléchissants, tels les miroirs deviennent de plus en plus communs. John Hadley invente un type d'instrument réfléchissant qu'il présente pour la première fois devant la Royal Society of London en 1731 . Bien qu'il ne soit pas le premier à inventer ce type d'instrument , c'est son nom qui sera retenu.
Le premier Français à avoir utilisé un octant est réputé être le grand navigateur et cartographe havrais du XVIIIe siècle Jean-Baptiste d'Après de Mannevillette (1707 - 1780).

## Fonctionnement
L'instrument de Hadley est en fait un octant dont le limbe (45°) permet de mesurer des hauteurs jusqu'à 90°. Son principe de fonctionnement consiste à ramener, grâce à des miroirs mobiles, l'objet observé et l'horizon l'un par-dessus l'autre aux yeux de l'observateur, en faisant abstraction des mouvements du navire. Cet instrument est donné pour une exactitude de l'ordre de la minute d'angle. Ainsi, cet instrument ressemble beaucoup au sextant, son célèbre successeur.